# Ruellia floribunda
Ruellia floribunda är en akantusväxtart som beskrevs av William Jackson Hooker. Ruellia floribunda ingår i släktet Ruellia och familjen akantusväxter. Inga underarter finns listade i Catalogue of Life.